# Gáspár Tibor (színművész)
Gáspár Tibor (Szentes, 1957. szeptember 2. –) Jászai Mari-díjas magyar színész, rendező, érdemes művész.

## Életpályája
Szentesi paraszti, fuvaros családból származik. Édesapja Gáspár Sándor, édesanyja Simon Erzsébet. Testvére Gáspár Sándor Kossuth-díjas színművész. A szentesi Horváth Mihály Gimnázium gimnazistájaként a városi másodosztályú kézilabdacsapat oszlopos tagja volt és tornatanárnak készült. A Szegedi Volán le akarta igazolni, így jelentkezett a Juhász Gyula Tanárképző Főiskola testnevelés-pedagógia szakára is. Közben másodikos korától egy évvel idősebb bátyjával együtt játszott az iskola diákszínpadán (ahonnan több neves színész, előadóművész is kikerült), majd testvére után – többek biztatására – ő is megpróbálkozott a budapesti Színművészeti Főiskolával is ahova fölvették, és mivel ott hamarabb megvolt a felvételi eredménye, a Színművészetire ment.
1976 és 1980 között a Színház- és Filmművészeti Főiskola hallgatója volt Kerényi Imre és Huszti Péter osztályában. Abban az évben három osztály végzett – azaz ötvenketten színházi, operett-musical és filmes – színészként, így vidékre került. 1980 és 1988 között a Miskolci Nemzeti Színház színésze volt Csiszár Imre igazgatása alatt. Ezután egy évadot az egri Gárdonyi Géza Színháznál töltött. 1989 és 1991 között Csiszár Imre hívására a Nemzeti Színházban játszott, aztán Békéscsabára költözött, ahol színészmesterséget is tanított (tanítványa volt Nagy Zsolt színész is).
1991–92-ben a Békés Megyei Jókai Színház, majd 1992 és 1993 között a zalaegerszegi Hevesi Sándor Színház tagja volt. 1993-tól újra a békéscsabai Jókai Színházban játszott. 2003 és 2012 között szabadúszóként a nyíregyházi Móricz Zsigmond Színház, 2014-ig újra a Miskolci Nemzeti Színház tagja volt, majd a Pesti Magyar Színházhoz szerződött. A 2016–17-es évadtól visszaszerződött Miskolcra. Vendégként játszott többek között a Szegedi Nemzeti Színház és a Veszprémi Petőfi Színház színpadán is.
Színházi szerepei mellett szinkronizál, illetve filmekben, sorozatokban is játszik. Janisch Attila Másnap című filmjének főszerepében két rangos filmes szakmai díjat is kapott.
Felesége tolmács, két gyermekük van, Emese és Bendegúz. Hobbija az autószerelés és gyerekkora óta a galambtartás.

## Színházi szerepei
| - Kálmán Imre: Csárdáskirálynő – Kerekes Ferkó - Frank Wedekind: Lulu – Rodrigo, artista - Csehov: Cseresznyéskert – Jása - Shakespeare: Ahogy tetszik – Silvius, pásztor - Maurice Maeterlinck: A kék madár – A Kenyér - Illyés Gyula: Kegyenc – Palladius - Bertolt Brecht: Galilei élete – A kis barát - Sarkadi Imre: Oszlopos Simeon – Bálint - Carlo Goldoni: Két úr szolgája – Silvio - Füst Milán: Negyedik Henrik király – Máté, szolga, majd Drachenstein - Georg Büchner: Danton halála – Camille Desmoulins - Alekszandr Galin: Csillagok a hajnali égbolton – Nyikolaj - Boris Vian: Mindenkit megnyúzunk! – Jacques - Carlo Goldoni: Csetepaté Chioggiában – Beppe legény - Ferdinand Bruckner: Angliai Erzsébet – Northumberland - William Shakespeare: Lear király – Edgar - Schwajda György: Dr. Dolittle és az állatok – Dab-dab, a kacsa - Szép Ernő: Lila akác – Minusz - Madách Imre: Mózes – Mózes - John Arden: Musgrave őrmester tánca – Hurst, közlegény - Grigorij Gorin: A gyújtogató – Herosztratész - Dosztojevszkij: A Karamazov testvérek – Dmitrij - Henrik Ibsen: Peer Gynt – Huhu - Bertolt Brecht: Koldusopera – Tojás Ede - Shakespeare: Szeget szeggel – Bernát, korhely rab - Polgár András: Csak egy nap a világ – Kiss Attila, raktáros - Madách Imre: Az ember tragédiája – Első demagóg, Barát, Sans-Coulotte, Katona - Shakespeare: Rómeó és Júlia – Tybalt - Gáli József: Daliás idők – Csüdör II. István - Molière: Dandin György – Dandin György - Stein–Kander–Ebb: Zorba, a görög – Zorba - Heinrich von Kleist: Az eltört korsó – Ádám, falusi bíró - Molnár Ferenc: Játék a kastélyban – Almády - Móricz Zsigmond: Kivilágos kivirradtig – Doby István - Tadeusz Słobodzianek: A mi osztályunk – Heniek - Henrik Ibsen: Peer Gynt – Huhu, Malabár partvidéki nyelvújító - Szép Ernő: Vőlegény – Rudi - Márai Sándor: A kassai polgárok – Dávid mester, János mester - Szophoklész: Antigoné – Őr - Bertolt Brecht: A kaukázusi krétakör – Sauva - Friedrich Schiller: Haramiák – Schweizer - Alekszandr Nyikolajevics Osztrovszkij: Tehetségek és tisztelők – Gavrilo Petrovics Migajev - Carlo Goldoni: Két úr szolgája – Florindo - Clive Swift: ...most mind együtt! – Keith, iskolásfiú, szólópisztonos - Füst Milán: A zongora – Neumann Gerő - Nagy András: Báthory Erzsébet – Thurzó György - Szép Ernő: Május – Egy vak - Nagy András: Báthory Erzsébet – Thurzó György - Feydeau: Fel is út, le is út – Bois-D"Enghien - Gorkij: Idelenn – Szatén | - Szilágyi László, Zerkovitz Béla: Csókos asszony – Báró Lenbach - Háy Gyula: Appassionata – Őrnagy - Friedrich Dürrenmatt: Fizikusok – Newton - Szabó Magda: Az a szép, fényes nap – Géza fejedelem - August Strindberg: Az apa – Kapitány - Henrik Ibsen: A nép ellensége – Stockman - Dürrenmatt: János király – Fattyú - Arthur Miller: Alku – Viktor - Bertolt Brecht: Állítsátok meg Arturo Uit! – Arturo Ui, gengsztervezér - Sütő András: Egy lócsiszár virágvasárnapja – Kolhaas Mihály - Anton Pavlovics Csehov: Ványa bácsi – Vojnyickij - Görgey Gábor: Berta – Dezső, drámaíró - Örkény István: Tóték – Az őrnagy - Peter Stone: Senki sem tökéletes, avagy nincs, aki hűvösen szereti – Specc Kolombo - Lope de Vega: A kertész kutyája - Kálmán Imre: Csárdáskirálynő – Feri bácsi - William Shakespeare: Othello – Jago - Szabó Magda: Kiálts, város! – Gál Nagy István - Makszim Gorkij: A nap fiai – Protaszov - Shakespeare: Vízkereszt, vagy amit akartok – Nemes Böffen Tóbiás - Németh László: A két Bolyai – Bolyai Farkas - Buck: Zendülés a Caine hajón – Quegg kapitány - Németh László: Villámfénynél – Nagy Imre, körorvos - Joseph Kesselring: Arzén és levendula – Jonathan - Füst Milán: Boldogtalanok – Húber Vilmos, papi nyomdász - Csehov: Ivanov – Lebegyev - Nyirő József: Jézusfaragó ember – Ártó Mihály, favágólegény - Agatha Christie: Az eszményi gyilkos – Michael Morley - Csiky Gergely: Kaviár – Barlanghy Achilles, gőzhajókapitány - Szakonyi Károly: Adáshiba – Bódog - Molnár Ferenc: Az üvegcipő – Sípos - Forgách András: Móricz Szerelmei – Móricz - John Updike: Eastwicki boszorkányok – Daryll - Yasmina Reza: Művészet – Marc - Kálmán Imre: Csárdáskirálynő – Kerekes Ferkó - Shakespeare: Rómeó és Júlia – Capulet - Gádor Béla: Othello Gyulaházán – Barnaki László, drámai hős - Bohumil Hrabal: Sörgyári capriccio – Pepin - Márai Sándor: Parázs és más – Barnabás - Makszim Gorkij: Éjjeli menedékhely – Szatyin - Klaus Mann: Mefisztó – Hans Miklas - Mihail Bulgakov: A Mester és Margarita – Woland - Reginald Rose: Tizenkét dühös ember – Tizedik esküdt - Nick Dear, Mary Shelley: Frankenstein – Monsieur Frankenstein (Victor apja), De Lacey (öregember), 1. koldus, 2. csavargó - Astrid Lindgren, Tótfalusi István: Harisnyás Pippi – Harisnyás Efraim kapitány - Carlo Goldoni, Török Tamara: Chioggiai csetepaté – Toni (Antonio) - Szálinger Balázs: Köztársaság – Hariszteász |

## Rendezései
- Nagy Olga: Paraszt Dekameron (Székelyudvarhelyi Tomcsa Sándor Színház)
- Carlo Goldoni: Két úr szolgája (Székelyudvarhely)
- Csehov: Ivanov (Békés Megyei Jókai Színház)
- Peter Buckman: A zenekar (Stúdiószínház, Békéscsaba)
- Borisz Vasziljev: Csendesek a hajnalok (Békés Megyei Jókai Színház)

## Filmjei

### Játékfilmek
| - Ki beszél itt szerelemről? (1980) - A transzport (1981) - Városbújócska (1985) - Goldberg variációk (1992) - Retúr (1997) - Egy ház emlékei - Hetedíziglen (2002) - A Hídember (2002) - Sobri (2002) - Másnap (2004) - Mansfeld (2006) - Emelet (2006) - A Herceg haladéka (2006) - Süti (2007) - Vasárnap (2007) - Sínjárók (2007) - Bakkermann (2008) - Kalandorok (2008) - Márió, a varázsló (2008) - 9 és ½ randi (2008) - Intim fejlövés (2008) | - A legbátrabb város (2008) - Utolsó jelentés Annáról (2009) - Komoly dolgok (2010) - Kolorádó Kid (2010) - Vége (2010) - Illúziók (2010) - Sherlock Holmes nevében (2011) - Égi madár (2011) - Berosált a rezesbanda (2013) - Dumapárbaj (2014) - Veszettek (2015) - Anyám és más futóbolondok a családból (2015) - Nincs kegyelem (2016) - Kincsem (2017) - Csandra szekere (2017) - Out (2017) - Budapest Noir (2017) - Aurora Borealis – Északi fény (2017) - A feltaláló (2020) - Így vagy tökéletes (2021) - Toxikoma (2021) - A legjobb tudomásom szerint (2021) - Blokád (2022) - Brigádnapló (2024) |

### Tévéfilmek
| - Lilla tündér lesz - Mednyánszky (1978) - Hínár (1981) - Linda (1984) - Széchényi napjai (1985) - Az angol királynő (1988) - Szomszédok (1989-1999) - A főügyész felesége (1990) - Glóbusz (1993) - Pisztácia (1997) - Barátok közt (1998) - Kisváros (1999) - Történetek az elveszett birodalomból (2005) - Bányató (2006) - Szuromberek királyfi (2007) - Az igazi halál (2007) | - Hajónapló (2010) - Átok (2010) - Munkaügyek (2012, 2017) - Hacktion: Újratöltve (2013) - Aranyélet (2015) - Örök tél (2018) - A mi kis falunk (2018–) - A tanár (2018) - Cseppben az élet (2019) - Jófiúk (2019) - Mellékhatás (2020–2023) - A Nagy Fehér Főnök (2022–2023) - Majdnem menyasszony (2024) |

## Díjai
- 1994 – OTP Nívó díj Jókai Színház (Arthur Miller: Alku)[12]
- 1995 – OTP Nívó díj Jókai Színház (Strindberg: Az apa)[12]
- 1995 – Hekuba-díj
- 1996 – Őze Lajos-díj
- 1997 – Jászai Mari-díj
- 2002 – Békés Megye Színművésze díj az évad középkorú színművész kategóriában[12]
- 2004 – 35. Magyar Filmszemle - legjobb férfi főszereplő (Janisch Attila: Másnap)[13]
- 2005 – Filmkritikusok díja (2004-ben bemutatott filmek alapján) - Legjobb férfi főszerep díja (Janisch Attila: Másnap)[14]
- 2006 – Békés Megye Színművésze díj az évad középkorú színművész kategóriában[12]
- 2010 – Móricz-gyűrű (Móricz Zsigmond Színház)[15]
- 2013 – Thália Humorfesztivál legjobb színművész díj (Molière: Dandin György)[16][17]
- 2015 – 54. Magyar Filmkritikusok Díjátadó – legjobb férfi epizódalakítás díj (Anyám és más futóbolondok a családból)[18]
- 2018 – Érdemes művész[19]
- 2018 – Déryné színházi díj (Miskolc)[20]
- 2021 –  Magyar Mozgókép Díj – legjobb férfi főszereplő[21]